# Jindřich IV. z Baru
Jindřich IV. z Baru (francouzsky Henri IV de Bar, 1315/1320? – 24. prosince 1344) byl hrabě z Baru.

## Život
Narodil se jako jediný syn hraběte Eduarda I. a Marie, dcery burgundského vévody Roberta II. Již v mládí byl zasnouben s dcerou českého krále Jana, ale ke sňatku nikdy nedošlo. Roku 1338 se po získání papežského dispenzu oženil s Jolandou, dcerou Roberta z Casselu. Již rok předtím odmítl mladému lotrinskému vévodovi Rudolfovi složit lenní přísahu a spor přerostl ve vzájemné pustošení panství. Soudcem celé pře se stal francouzský král, který oba mladé muže donutil ke smíru. Roku 1340 se Jindřich rozhodl na počátku stoleté války stát na francouzské straně a příměří mezi oběma zeměmi jej přivedlo k novému konfliktu s Rudolfem Lotrinským. Opět musel zasahovat francouzský král. Roku 1344 byl Jindřich jako bratranec anglického krále společně s dalšími francouzskými šlechtici členem delegace pověřené jednáním o prodloužení příměří s Anglií. Zemřel v důsledku epidemie na Vánoce roku 1344. Dědicem se stal nezletilý syn Eduard.